# Механоиды: Гонки на выживание
«Механоиды: Гонки на выживание» — компьютерная игра 2007 года в жанре гоночного симулятора, основанная на мире игры «Механоиды 2: Война кланов». Игра была разработана российской компанией SkyRiver Studios под руководством Валерия Воронина, представлена на выставке «ИгроМир» в 2006 году, и издана компанией 1C в феврале 2007 года. Вне России игра вышла под названием A.I.M. Racing, при этом во Франции название было изменено на Aero Speed Racing.
Сюжет игры основан на управлении глайдерами на антигравитации и проходит на вымышленной планете «Полигон-4». Игровой процесс включает в себя уничтожение противников и преодоление препятствий, а также прохождение четырёх различных лиг с разными трассами и глайдерами. Помимо одиночного режима, предусмотрен многопользовательский режим по локальной сети.
Игра получила смешанные отзывы от критиков: некоторые хвалили оригинальность и инновации в игровом процессе, другие указывали на его однообразие и несбалансированность. Графика игры также собрала различные отзывы, от похвалы за визуальные эффекты до критики за устаревший дизайн. Звуковое сопровождение игры подверглось критике за ограниченный выбор композиций.

## Игровой процесс

Скриншот игрового процесса игры «Механоиды: Гонки на выживание». Игрок управляет жёлтым глайдером посреди экрана, находясь на седьмом из восьми мест в гонке. Перед игроком впереди в прицеле находится глайдер противника, у которого почти не осталось здоровья

«Механоиды: Гонки на выживание» представляет собой аркадную гонку с элементами стрельбы, где игроки управляют глайдерами на антигравитации. Основное внимание игры уделено скоростным сражениям на трассе, без основного сюжета. Игра проходит на планете Полигон-4, где механоиды соревнуются в гонках на глайдерах. Игрокам предоставляется возможность выбора из различных глайдеров, каждый из которых обладает своими уникальными характеристиками и вооружением.
Глайдеры оснащены как лёгким, так и тяжёлым оружием, а также ракетами и минами, которые служат в качестве бонусов на трассе. Лёгкое оружие имеется у каждого глайдера, позволяя вести огонь по противникам и препятствиям на трассе. Тяжёлое оружие и ракеты могут быть использованы для мощных атак и используются для быстрого уничтожения врагов или препятствий, но их использование ограничено по времени. Мины можно использовать для создания ловушек для противников, и они остаются у игрока до тех пор, пока не будут исчерпаны. Уничтожение глайдера приводит к временному исключению из гонки, что существенно замедляет прогресс, при этом уничтоженный глайдер восстанавливается через некоторое время со сбросом всех накопленных ранее бонусов.
Прохождение игры разбито на четыре лиги, каждая из которых состоит из нескольких этапов с различными трассами и глайдерами. Успешное участие в гонках требует не только мастерства вождения, но и умения эффективно использовать доступное оружие. Также в игре присутствует многопользовательский режим, ограниченный игрой по локальной сети.

## Разработка и выпуск
Главным разработчиком игры «Механоиды: Гонки на выживание» был Валерий Воронин, который также отвечал за программирование вместе с Сергеем Сыресиным, Вячеславом Шапиловым и Максимом Скуратовым. Геймдизайнером игры являлся Павел Мухамедзянов, а геймдизайнером всей серии был Булат Даутов, который также участвовал в разработке игры. Дизайн уровней проводили Павел Мухамедзянов, Максим Васильев и Мария Ососова. Основными художниками были Виктор Епишин, Сергей Проcкурин и Игорь Емельяненко. За музыку и звук отвечал Григорий Семёнов. Разработка игры началась в декабре 2005 года, затем игра была показана в ноябре 2006 года на выставке «ИгроМир», выпуск состоялся 8 февраля 2007 года, а издателем выступила компания 1С. В Европе, в частности во Франции, игра вышла 15 июля 2009 года под названием Aero Speed Racing. По словам Валерия Воронина в интервью 2021 года, игра не окупилась, что он связывает с тем, что из-за «бума» Интернета и пиратства диски с игрой продавались плохо.

## Оценки критиков
| Сводный рейтинг       | Сводный рейтинг       |
| Агрегатор             | Оценка                |
| --------------------- | --------------------- |
| «Критиканство»        | 70 из 100 (8 обзоров) |
| Иноязычные издания    |                       |
| Издание               | Оценка                |
| Jeuxvideo.com         | 6 из 10               |
| Русскоязычные издания |                       |
| Издание               | Оценка                |
| Absolute Games        | 79 %                  |
| Gameplay              | 3,5 из 5              |
| «PC Игры»             | 6,5 из 10             |
| «Домашний ПК»         | 4 из 5                |
| «Игромания»           | 7 из 10               |
| «Игры Mail.ru»        | 8 из 10               |
| «НИМ»                 | 6,1 из 10             |
| «Страна игр»          | 7 из 10               |
| «Виртуальные радости» | 8,0 из 10             |
| GameGuru              | 4,5 из 10             |
| «Боевой Народ»        | 6,3 из 10             |
| «Шпиль!»              | 9 из 12               |
| Награды               |                       |
| Издание               | Награда               |
| «Игры Mail.ru»        | Выбор редакции        |

Критики разделились во мнениях относительно игрового процесса игры «Механоиды: Гонки на выживание». Михаил Калинченков из Absolute Games выделил отсутствие «оригинальных» режимов и большого арсенала оружия, по сравнению с Hover Ace, и указал на несбалансированность игрового интеллекта. При этом, Олег Данилов из «Домашнего ПК» оценил «Механоиды: Гонки на выживание» как «улучшенную» версию Hover Ace. Однако он указал на недостатки в физике столкновений и повышенную сложность на некоторых трассах. Aero из издания GameGuru отметил, что игру может не получиться «пройти залпом из-за однообразности состязаний», и что только под конец игра «начинает напоминать» ему Carmageddon, заключив что «как небольшая разминка после работы она неплоха». Аналогично, обозреватель «Боевого Народа» указал на некоторую вторичность и однообразие игрового процесса, несмотря на наличие разнообразных трасс и глайдеров. Сергей Озерцов из «Игры Mail.ru» заметил что игра не добавляет многого в жанр гонок, но и является «сочетанием меланхоличного неба и накала страстей на земле». В обзоре «Игромании» Георгий Курган отметил, что по бета-версии игра изначально казалась ему монотонной, но к выходу она приобрела «необходимую упругость», особенно на трассах с большим количеством противников. Алексей Меркухин из «PC Игры» отметил что сюжет игры «довольно скучный», но и что она может понравиться фанатам оригинальных «Механоидов». По мнению Махмуда из «Навигатора игрового мира», несмотря на наличие множества глайдеров с различными характеристиками, в реальности выбор не влияет значительно на игровой опыт. Он также раскритиковал ограниченное разнообразие оружия и быстрое насыщение от трасс, что в итоге снизило его общий интерес к игре. Сергей Галёнкин из Gameplay отметил, что в игре присутствует «своеобразная физика», где механоиды на низких скоростях становятся неповоротливыми, что по его мнению добавляет сложности. При этом, он также похвалил «оригинальность» трасс. Рецензент сайта Jeuxvideo.com раскритиковал игру за простоту игрового процесса и недостаточную оригинальность, сравнивая её с другими представителями жанра.
Графика в игре получила смешанные отзывы. Aero из GameGuru отметил, что игра обладает «очень резвыми футуристическими состязаниями» и выделил качество визуальных эффектов. Алексей Меркухин из «PC Игры» назвал «устаревшую графику» недостатком игры, указывая на её блёклость и неяркий дизайн, и в своём сравнении посчитал что она уступает Wipeout 1995 года. В свою очередь, рецензент из «Игромании» заметил улучшение графики к моменту выхода игры по сравнению с бета-версией, включая отражение повреждений на глайдерах и увеличенный уровень интерактивности объектов на трассах. В «Стране игр» были выделены усилия разработчиков по графической части, что несмотря на использование старого движка «Механоидов 2», разработчики «выжали из него все соки». В своём обзоре Махмуд отметил, что хотя графика в «Механоидах: Гонки на выживание» на его взгляд выполнена качественно и «радует глаз», для него это не компенсирует недостатки в игровом процессе. «Шпиль!» выделил аркадный стиль графики и взрывов, и что на взгляд обозревателя, «картинка очень приятно выглядит». Дмитриев-Ксенин из «Боевого Народа» отметил, что хотя графика игры «соответствует стандартам жанра футуристической аркады», она и наличие эффекта размытия в движении не ухудшают впечатления от игры. Калинченкову понравились «насыщенные и запоминающиеся» виды, с «миниатюрными шедеврами» в виде трасс, несмотря на недостатки в планировке трасс и «выкрутасы» камеры. Данилов высоко оценил графику игры, с улучшением детализации по сравнению с второй частью игры, улучшение растительности и моделей глайдеров, при этом указывая, что на его взгляд, разработчики «переборщили» с эффектами.
Отношение критиков к звуковому сопровождению игры «Механоиды: Гонки на выживание» также было смешанным. Критик «Боевого Народа» назвал музыкальное сопровождение слабым, что небогатый ряд музыкальных композиций «не цепляет и не усиливает эмоциональный фон». V.P. из «Страны игр» назвал музыку «досадным промахом», и что композиции не запоминаются. Однако при этом Калинченков из Absolute Games и Михайлов из «Виртуальных радостей» охарактеризовали звук положительно, что музыка «соответствует зрелищному хаосу» и «удивительно заводная».